# Luis Antonio López
Luis Antonio López Flores, plus connu sous le nom d'usage Luis Antonio López et Luis Antonio López « El Mimoso », est un auteur-compositeur-interprète et producteur de musique mexicain, né le 21 novembre 1979 à Concordia dans l'état de Sinaloa.
Il doit sa notoriété au fait qu'il a travaillé dans plusieurs bandas de réputation internationale comme La Original Banda El Limón et surtout la Banda El Recodo dont il a été pendant onze ans la voix la plus emblématique.

## Carrière
Il enregistre, pour la première fois en 1996, en tant que chanteur de la Banda Gallo de Concordia (devenue depuis Banda Verde).
En 1997, il remplace, au sein de la La Original Banda El Limón, José Ángel Ledesma, « El Coyote », et enregistre notamment avec cet orchestre les titres : Para Estar a mano, Vida Prestada, Que se te olvido et Me lo contaron ayer.
En 1998, il devient l'un des chanteurs de la Banda El Recodo dans laquelle il travaille pendant onze ans. Il a quitté, apparemment pour des questions personnelles, cet orchestre avant la fin de son contrat. Poncho Lizárraga, le directeur de l'orchestre a plusieurs fois affirmé que la séparation ne s'était pas déroulée sous le signe du conflit. Luis Antonio López, de son côté a dit n'avoir plus de relations avec ses anciens employeurs, avoir souffert économiquement du poids de la dette qu'il avait contractée auprès d'eux, au point d'envisager parfois de se retirer de la musique commerciale pour se dédier à la musique chrétienne, et d'avoir été principalement soutenu par Julión Álvarez (es) et son frère et manager Ricardo Álvarez Montelongo,.

## Vie privée
Luis Antonio est le troisième des quatre enfants de José Cruz López Salazar et de Guadalupe Flores Rodríguez. Il est parent avec l'auteur-compositeur-interprète Alex Ojeda, et cousin issu de germains du chanteur Luis Ángel Franco Rivera dont les familles ont aussi des origines à Concordia.
Le 1er novembre 2015, il a annoncé sur les réseaux sociaux sa conversion à la foi chrétienne. Le 8 août 2020, Luis Antonio López et Isaura Zarate, sa compagne depuis plusieurs années, se sont mariés civilement, puis ont fait célébrer leur union religieuse et leur baptême par immersion, par le pasteur Elías Páez de l'église chrétienne « La Misión » de Mazatlán,.

## Sources
- (es) Juan Carlos Gamboa, « El Flaco recuerda cuando iba a ser vocalista de El Recodo, pero El Mimoso entró en su lugar : (El Flaco se souvient du moment où il aurait dû devenir chanteur de El Recodo, mais où El Mimoso a pris sa place. » [html], sur Bandamax, Bandamax News, Ciudad de México, Televisa, S.A. de C.V., 11 mars 2020.
- (es) Mónica Noguera, Addis Tuñon, Michelle Rubalcava, « 'El Mimoso' cuenta por qué se encerraba en el baño a llorar tras dejar la Banda El Recodo : El cantante de regional mexicano Luis Antonio López, conocido como 'El Mimoso', relató las dificultades económicas y emocionales que enfrentó al lanzarse como solista tras dejar a la emblemática banda sinaloense de la que fue vocalista por 11 años » [html], sur Univision, De primera mano, Ciudad de México, SnappyTV, 24 juillet 2019.
- (es) Sal y Pimienta, « La luz después de los excesos: 'El Mimoso' abraza a Dios, estas son las razones : Después de unos años difíciles, el hijo pródigo de La Banda El Recodo está muy comprometido con “servir al Señor” y desde ya se vislumbra como cantante religioso. » [html], Noticiero Univision, sur Univision, Mùsica, New York, Univision Communications Inc., 13 décembre 2017.
- (es) Juan Chaidez Aispuro, « Margarito Music, el youtuber oaxaqueño que conquistó Sinaloa » [html], sur El Debate, El Debate, Culiacán, Empresas El Debate, 15 novembre 2020.
- (es) Juan Carlos Gamboa, « El Mimoso comparte nueva imagen de su boda y dedica emotivo mensaje a su esposa : El cantante se casó hace unos días y dio a conocer una postal de la celebración religiosa » [html], sur Bandamax TV, Bandanews, Ciudad de México, Televisa, S.A. de C.V, 19 août 2020.
- (es) Luis Peraza, « El Mimoso se bautiza como cristiano el mismo día de su boda » [html], sur Yo amo mi Mazatlán, 13 août 2020.
- (es) Estefani Escobar, « El Mimoso… ¡ya tiene novia! ??? : Luis Antonio López “El Mimoso”, quien se encuentra promocionando su nuevo sencillo “Tu mentira”, ya tiene novia, se trata de una chica que conoció hace 10 años y con la que se reencontró y según sus propias palabras “es un regalo de Dios”. “Yo ya la conocía desde hace mucho tiempo atrás y ha sido .…" » [html], sur Soy Grupero, Soy Grupero, Ciudad de México, Grupo Medios S.A. de C.V., 12 mai 2016.